# ويلمر كتلر بيكرينغ هال ودور
ويلمر كتلر بيكرينغ هال ودور LLP (المعروف باسم WilmerHale) هي شركة محاماة أمريكية تمتلك 12 مكتبا في جميع أنحاء الولايات المتحدة وأوروبا وآسيا. تم إنشاؤها في عام 2004، من خلال اندماج شركة تسمى هال ودور مقرها بوسطن، وشركة أخرى مقرها واشنطن تسمى ويلمر كتلر بيكرينغ. حيث توظف أكثر من 1000 محامي في جميع أنحاء العالم. ومن المسلم به ان الشركة هي واحدة من أكبر شركات المحاماة في الولايات المتحدة.

## تأسيسها

### هال ودور، 1918-2004
تأسست هال و دور في بوسطن في عام 1918 من قبل ريتشارد ''هيل''، دادلي هنتنغتون ''دور''، فرانك غرينيل، روجر سوايم وجون ماغواير. ريجنالد هيبر سميثالذي ترأس هذه الشركة حيث كان من رائدا في حركة المساعدة القانونية الأميركية ومؤلف كتاب العدل بذره العمل والفقراء، انضم للشركة في عام 1919 وشغل منصب المدير الشريك لمدة ثلاثين عاما. اكتسبت هال ودور اعتراف وطني في عام 1954.

### ويلمر، كاتلر وبيكرينغ، 1962-2004
تأسست يلمر، كاتلر وبيكرينغ في واشنطن في عام 1962 من قبل مؤسس شركة Cravath [الإنجليزية] السابق لويد كتلر وجون بيكرينغ، جنبا إلى جنب مع كبار المحامين، ريتشارد يلمر. كاتلر، الذي شغل فيما بعد مستشار البيت الأبيض للرئيسين جيمي كارتر وبيل كلينتون، حيث تأسست لجنة المحامين للحقوق المدنية بموجب القانون في عام 1962، وكان عضوا في لجنتها التنفيذية حتى عام 1987.

### اندماج الشركتين من سنة 2004 إلى الآن
اندمجت الشركتان لتشكيل يلمر كتلر بيكرينغ هال ودور في عام 2004. [1] [2]
في عام 2010، انتقلت الشركة لمقر جديد في دايتون، أوهايو في إطار سعيها لتبسيط العمليات التجارية الداخلية عبر مكاتبها العديدة. [1] هذا المكتب يضم أكثر من 200 موظف من مكاتب ويلمر كتلر بيكرينغ هال ودور. تشمل الأفراد في مركز خدمات الأعمال وموظفي الدعم الإداري، والجمع بين الخدمات مثل التمويل، والموارد البشرية، وخدمات تكنولوجيا المعلومات والعمليات ومراجعة المستندات والإدارة، وإدارة الممارسة القانونية، حيث سيوفرمن تحسين الكفاءة للفرق الإدارية والشركة، والحد من نفقات تشغيلية كبيرة. [6]

## المحامين والمحاميات
أهم المحامين والمحاميات الملحوظين، في الماضي والحاضر:
| - فريد فيشر - روبرت مولر - ريجنالد هيبر سميث - جيمس سانت كلير - جوزيف ولش - وليام ويلد | - جون بيلينجر الثالث - مانويل كوهين - لويد كتلر - ستافروس لامرينديس - بول أ. ’نغولمير - تيموثي دايك - سالي كاتزن - جون بيكرينغ - باربارا أولسون - جيمس روبرتسون | - شارلين بارشيفسكي - بول برانتس - ستيفن كتلر - جيروم فاشر - جيمي غولرليك - بويدن جراي - روبرت كيميت - وليام ف لي - وليام مالوكاس - ميشيل ميلر - أليسون جيه ناثان - وليام جيه برلستين - سيث واكسمان. - ستيف شارنوفيتز - ديفيد دبليو أوغدن - غاري بورن |

## وصلات خارجية
- الصفحة الرسمية لشركة ويلمر هال
- الصفحة الرسمية لفرع الشركة في ألمانيا
- قصة اندماج شركة ويلمر هال